# Prins Hendriklaan 1 (Baarn)
Het pand Prins Hendriklaan 1 is een gemeentelijk monument aan de Prins Hendriklaan in Baarn in de provincie Utrecht. Het huis staat rechts van café Prins Hendrik en was oorspronkelijk een rijwielzaak.
Het pand is gebouwd in een L-vorm. In het topgeveltje aan de straatzijde zit een kelderluik met erboven een venster. Zo'n venster zit ook in het rechter gedeelte, naast dat raam zijn twee halve luiken met zandlopermotief aangebracht. Boven de toegangsdeur in het middengedeelte bevindt zich een rond venstertje. De verdieping wordt in de gevel aangegeven met een muizentandlijst.